# تشارلز مورغان (لاعب كريكت)
تشارلز مورغان (بالإنجليزية: Charles Morgan)‏ (29 يناير 1839 في المملكة المتحدة - 17 يناير 1904) هو لاعب كريكت بريطاني (وحمل سابقاً جنسية المملكة المتحدة لبريطانيا العظمى وأيرلندا).

## وصلات خارجية
- تشارلز مورغان على موقع إي آس بي آن كريك إنفو (الإنجليزية)